# Livermore (Califórnia)
Livermore é uma cidade localizada no estado americano da Califórnia, no Condado de Alameda. Foi incorporada em 1 de abril de 1876.

## Geografia
De acordo com o United States Census Bureau, a cidade tem uma área de 65,22 km², onde 65,19 km² estão cobertos por terra e 0,03 km² por água.

## Demografia
Segundo o censo nacional de 2010, a sua população é de 80 968 habitantes e sua densidade populacional é de 1 242,03 hab/km². Possui 30 342 residências, que resulta em uma densidade de 465,44 residências/km².

## Lista de marcos
A relação a seguir lista as entradas do Registro Nacional de Lugares Históricos em Livermore. O primeiro marco foi designado em 6 de abril de 1978 e o mais recente em 23 de abril de 2020.
- Bank of Italy
- Hagemann Ranch Historic District
- Livermore Carnegie Library and Park
- Livermore Veterans Administration Hospital, Building 62
- D. J. Murphy House
- Ravenswood